# 沈氏腔吻鱈
沈氏腔吻鱈（学名：Coelorinchus sheni），又名鱈魚，为輻鰭魚綱鱈形目鼠尾鱈科腔吻鱈屬下的一个种，為深海底棲性魚類，分布於西北太平洋台灣海域，深度400-650公尺，體長可達93.7公分，棲息在底中層水域，以無脊椎動物為食，生活習性不明。